# Liste der denkmalgeschützten Objekte in Oberhofen im Inntal
Die Liste der denkmalgeschützten Objekte in Oberhofen im Inntal enthält die 6 denkmalgeschützten, unbeweglichen Objekte der Gemeinde Oberhofen im Inntal.

## Denkmäler
| Foto |                 | Denkmal                                                                                                  | Standort                                       | Beschreibung | Metadaten |
| ---- | --------------- | --- | ---------------------------------------------- | --- | --- |
| BW   | Datei hochladen | Hofanlage Rimml, ehem. Gasthof Rimml HERIS-ID: 108392 Objekt-ID: 125837 TKK: 69734seit 2020              | Franz-Mader-Straße 26 Standort KG: Oberhofen   | Der ehemalige Gasthof mit Wohngebäude aus dem 16. Jahrhundert (im Kern ein spätgotischer Paarhof) besteht aus einem zweigeschoßigen Wohnhaus, einem Wirtschaftsgebäude, einem Pavillon im nördlichen Garten und einer Kegelbahn aus der Zeit um 1900. Seit 1976 stand das Gasthaus leer. Im Zuge der Dorferneuerung sanierte die Gemeinde das Gebäude und übersiedelte das Gemeindeamt hinein. Im Dezember 2023 erhielt das Projekt dafür die Denkmalschutzmedaille 2023. | BDA-Hist.: Q105646776 Status: Bescheid Stand der BDA-Liste: 2025-06-30 Name: Hofanlage Rimml, ehem. Gasthof Rimml GstNr.: 154                                                                     |
| ja   | Datei hochladen | Kath. Pfarrkirche hl. Nikolaus und Friedhof HERIS-ID: 55745 Objekt-ID: 64565 TKK: 19535, 69705, 69704, … | gegenüber Kirchplatz 7 Standort KG: Oberhofen  | Urkundlich 1177 eine Kapelle. Der spätbarocke Neubau mit Westturm, Gallus Gratl zugeschrieben, 1745 geweiht, ist von einem Friedhof umgeben. 1805 war ein Erweiterungsbau nach Norden. Giebelmosaik hl. Michael von Josef Pfefferle aus 1904. Kriegerdenkmal von Andreas Einberger um 1923. Deckenfresken und Medaillons aus 1884/85 von Heinrich Kluibenschedl. Orgel von Josef Behmann aus 1907.                                                                        | BDA-Hist.: Q38067643 Status: § 2a Stand der BDA-Liste: 2025-06-30 Name: Kath. Pfarrkirche hl. Nikolaus und Friedhof GstNr.: 4420/2, 4420/1, 4420/3 Pfarrkirche St. Nikolaus (Oberhofen im Inntal) |
| ja   | Datei hochladen | Pestkapelle, Nothelferkapelle HERIS-ID: 104921 Objekt-ID: 121810 TKK: 69711                              | südlich Krautfeldweg 13 Standort KG: Oberhofen | Der offene, gemauerte Kapellenbildstock mit geradem Chorschluss und Satteldach aus dem 17. Jahrhundert steht am ehemaligen Pestfriedhof von Oberhofen. In der tonnengewölbten Nische mit Stichkappen befindet sich das Altarbild Madonna und die 14 Nothelfer. | BDA-Hist.: Q37802767 Status: § 2a Stand der BDA-Liste: 2025-06-30 Name: Pestkapelle, Nothelferkapelle GstNr.: 4317                                                                                |
| BW   | Datei hochladen | Wegscheid-Kapelle HERIS-ID: 40006 Objekt-ID: 39878 TKK: 69710                                            | östlich Oberhofen Standort KG: Oberhofen       | Wegkapelle am Weg nach Flaurling. Offener rechteckiger Bau mit Satteldach. Fresken Maria und Johannes unter dem Kreuz, Hll. Nikolaus und Jakobus der Ältere aus der 1. Hälfte des 15. Jahrhunderts, freigelegt 1947. | BDA-Hist.: Q37992115 Status: Bescheid Stand der BDA-Liste: 2025-06-30 Name: Wegscheid-Kapelle GstNr.: 4125                                                                                        |
| BW   | Datei hochladen | Widum HERIS-ID: 55744 Objekt-ID: 64564 TKK: 19536                                                        | Otto-Neururer-Weg 11 Standort KG: Oberhofen    | Das Widum wurde um 1774 als zweigeschoßiger, gemauerter Bau mit Satteldach und regelmäßiger Achsengliederung errichtet. Die Fenster sind mit einfacher Faschenrahmung verziert. Im Inneren haben sich teilweise Stuckdecken erhalten. | BDA-Hist.: Q38067633 Status: § 2a Stand der BDA-Liste: 2025-06-30 Name: Widum GstNr.: .45 |
| ja   | Datei hochladen | Kohler-Kapelle HERIS-ID: 104931 Objekt-ID: 121826 TKK: 69714                                             | Standort KG: Oberhofen                         | Die Kohlerkapelle liegt auf 1123 m ü. A. im Flaurlinger Tal. Die einjochige, gemauerte Kapelle mit geradem Chorschluss und einfacher Putzgliederung wurde im 18. Jahrhundert erbaut und 1890 zur heutigen Form umgestaltet und neu ausgestattet. Der tonnengewölbte Innenraum ist mit einem Schmiedeeisengitter abgeschlossen. | BDA-Hist.: Q37802799 Status: § 2a Stand der BDA-Liste: 2025-06-30 Name: Kohler-Kapelle GstNr.: 3445 Kohler-Kapelle (Oberhofen im Inntal)                                                          |